# Entolingulininae
Entolingulininae es una subfamilia de foraminíferos bentónicos de la Familia Glandulinidae, de la Superfamilia Polymorphinoidea, del Suborden Lagenina y del Orden Lagenida. Su rango cronoestratigráfico abarca desde el Pleistoceno hasta la Actualidad.

## Discusión
Clasificaciones previas incluían Entolingulininae en la Superfamilia Nodosarioidea.

## Clasificación
Entolingulininae incluye a los siguientes géneros:
- Allanhancockia
- Bombulina
- Briceia
- Entolingulina
- Entomorphinoides
- Entopolymorphina
- Metalingulina
- Obliquilingulina
- Oolitella †